# Liste des circonscriptions législatives des Vosges
Le département français des Vosges est, sous la Cinquième République, constitué de quatre circonscriptions législatives, ce nombre étant stable depuis 1958.	Leurs limites ont été redéfinies lors du redécoupage de 1986, mais n'ont pas été affectées par celui de 2010, en vigueur à compter des élections législatives de 2012.

## Présentation
Par ordonnance du 13 octobre 1958 relative à l'élection des députés à l'Assemblée nationale, le département des Vosges est constitué de quatre circonscriptions électorales.
Lors des élections législatives de 1986 qui se sont déroulées selon un mode de scrutin proportionnel à un seul tour par listes départementales, le nombre de quatre sièges des Vosges a été conservé.
Le retour à un mode de scrutin uninominal majoritaire à deux tours en vue des élections législatives suivantes, a maintenu ce nombre de quatre sièges,, selon un nouveau découpage électoral.
Le redécoupage des circonscriptions législatives réalisé en 2010 et entrant en application à compter des élections législatives de juin 2012, n'a modifié ni le nombre ni la répartition des circonscriptions des Vosges.

## Composition des circonscriptions

### Composition des circonscriptions de 1876 à 1881
Entre 1876 et 1881, les Vosges sont découpées en quatre circonscriptions :
- Épinal : canton d'Épinal, Châtel-sur-Moselle, Rambervillers, Xertigny
- Mirecourt : arrondissement de Mirecourt
- Neufchâteau : arrondissement de Neufchâteau
- Remiremont : arrondissement de Remiremont
- Saint-Dié : Saint-Dié, Corcieux, Fraize, Gérardmer, Provenchères, Raon-l'Etape et Senones

### Composition des circonscriptions en 1881
La réforme électorale du 28 juillet 1881 pour les élections d'août scinde la circonscription de Saint-Dié en deux.
- Épinal : canton d'Épinal, Bains-les-Bains, Bruyères, Châtel-sur-Moselle, Rambervillers et Xertigny
- Mirecourt : arrondissement de Mirecourt
- Neufchâteau : arrondissement de Neufchâteau
- Remiremont : arrondissement de Remiremont
- Saint-Dié I : nord du Saint-Dié, Raon-l'Etape, Senones et Provenchères.
- Saint-Dié II : sud du Saint-Dié, Gérardmer, Corcieux et Fraize

### Composition des circonscriptions en 1889[9]
- Épinal I: canton d'Épinal, Bains-les-Bains et Xertigny
- Épinal II : Bruyères, Châtel-sur-Moselle, Rambervillers
- Mirecourt : arrondissement de Mirecourt
- Neufchâteau : arrondissement de Neufchâteau
- Remiremont : arrondissement de Remiremont
- Saint-Dié I : nord du Saint-Dié, Raon-l'Etape, Senones et Provenchères.
- Saint-Dié II : sud du Saint-Dié, Brouvelieures, Corcieux, Fraize et Gérardmer

### Composition des circonscriptions entre 1919 et 1928
Les Vosges, comme les autres départements, deviennent une circonscription unique dans le cadre d'un scrutin de liste à la proportionnelle.

### Composition des circonscriptions en 1928
La loi électorale de juillet 1927 rétablit le scrutin par arrondissement. Les Vosges sont divisées en 5 circonscriptions : 
- Épinal : canton d'Épinal, Bains-les-Bains, Darney, Canton de Dompaire, Monthureux-sur-Saône et Xertigny
- Mirecourt : canton de Mirecourt, Brouvelieures, Bruyères, Charmes, Châtel-sur-Moselle et Rambervillers
- Neufchâteau : Neufchâteau, Bulgnévile, Châtenois, Coussey, Lamarche, Vittel
- Remiremont : canton de Remiremont, Plombières-les-Bains, Saulxures-sur-Moselotte et le Thillot
- Saint-Dié :canton de Saint-Dié, Corcieux, Fraize et Gérardmer, Provenchères, Raon-l'Etape et Senones

### Composition des circonscriptions de 1958 à 1986
À compter de 1958, le département des Vosges comprend quatre circonscriptions regroupant les cantons suivants :
- 1re circonscription : Bruyères, Charmes, Châtel-sur-Moselle, Épinal, Rambervillers.
- 2e circonscription : Brouvelieures, Corcieux, Fraize, Provenchères-sur-Fave, Raon-l'Etape, Saint-Dié, Senones.
- 3e circonscription : Gérardmer, Plombières-les-Bains, Remiremont, Saulxures-sur-Moselotte, Le Thillot.
- 4e circonscription : Bains-les-Bains, Bulgnéville, Charmes, Châtenois, Coussey, Darney, Dompaire, Lamarche, Mirecourt, Monthureux-sur-Saône, Neufchâteau, Vittel, Xertigny.

### Composition des circonscriptions depuis 1988
À compter du découpage de 1986, le département des Vosges comprend quatre circonscriptions regroupant les cantons suivants :
- 1re circonscription : Châtel-sur-Moselle, Épinal-Est, Épinal-Ouest, Rambervillers, Xertigny.
- 2e circonscription : Brouvelieures, Bruyères, Corcieux, Fraize, Provenchères-sur-Fave, Raon-l'Etape, Saint-Dié-Est, Saint-Dié-Ouest, Senones.
- 3e circonscription : Gérardmer, Plombières-les-Bains, Remiremont, Saulxures-sur-Moselotte, Le Thillot.
- 4e circonscription : Bains-les-Bains, Bulgnéville, Charmes, Châtenois, Coussey, Darney, Dompaire, Lamarche, Mirecourt, Monthureux-sur-Saône, Neufchâteau, Vittel.

À la suite du redécoupage des cantons de 2014, les circonscriptions législatives ne sont plus composées de cantons entiers mais continuent à être définies selon les limites cantonales en vigueur en 2010. Les circonscriptions sont ainsi composées des cantons actuels suivants :
- 1re circonscription : cantons de Bruyères (7 communes), Charmes (18 communes), Épinal-1, Épinal-2, Golbey, Raon-l'Etape (13 communes), Saint-Dié-des-Vosges-1 (5 communes) et du Val-d'Ajol (8 communes), communes de Dommartin-aux-Bois et Girancourt
- 2e circonscription : cantons de Bruyères (44 communes), Gérardmer (sauf communes de Gérardmer, Liézey et Xonrupt-Longemer), Raon-l'Etape (27 communes), Saint-Dié-des-Vosges-1 (5 communes et partie ouest de Saint-Dié) et Saint-Dié-des-Vosges-2
- 3e circonscription : cantons de La Bresse, Remiremont, Le Thillot et le Val-d'Ajol (4 communes), communes de Gérardmer, Liézey et Xonrupt-Longemer
- 4e circonscription : cantons de Charmes (34 communes), Darney (sauf communes de Dommartin-aux-Bois et Girancourt), Mirecourt, Neufchâteau, le Val-d'Ajol (11 communes) et Vittel